# 半痕矮冠䲁
半痕矮冠䲁（學名：Praealticus semicrenatus），為輻鰭魚綱鳚形目䲁科矮冠䲁屬的一種，分布於中太平洋印尼海域，本魚體延長略側扁，頭部短鈍，眼上眶有分支觸鬚，缺乏頸背觸鬚，前鼻孔後緣有小觸鬚，通常不分支，上唇邊緣外側具圓齒；下唇緣光滑，眼睛下方有明暗相間的條紋，眼睛後面和上鰓蓋上有深色斑點，身體上有大約7-8個分叉的深色條紋，背鰭有深凹痕，背鰭硬棘13枚、背鰭軟條18-19枚、臀鰭硬棘2枚、臀鰭軟條19-20枚，體長可達6公分，棲息在水淺的岩石海岸，雌魚產附著性卵，雄魚有護卵行為，幼魚為浮游性，生活習性不明。